# École élémentaire des Trois-Quartiers
L'école élémentaire des Trois-Quartiers est un édifice situé dans la ville de Toulon (quartier de La Loubière), dans le Var en région Provence-Alpes-Côte d'Azur. 

## Histoire
L'école est construite entre 1905 et 1907 par l'architecte Charles Maurel, et inaugurée en 1908. Elle comporte une décoration sculptée en céramique, la sculpture a été traitée par Emile Reynier. Les céramiques sont issues de la maison Boulenger et Cie et ont été posées par le sculpteur Rossi.
L'école élémentaire en totalité, y compris le sol de la cour et de la parcelle sont inscrits au titre des monuments historiques par arrêté du 10 décembre 2007.

## Description
Elle est bâtie avec un plan en U, se composant de deux avant-corps traités à la façon d'un temple antique, de trois ailes abritant les salles de classe qui s'articulent avec des pavillons d'angle à un étage destinés au logement des maîtres. Les façades des ailes ont des piliers ornés de carreaux de céramique à motifs, quant aux façades nord des pavillons, elles contiennent des arcades en plein cintre, surmontées de petites arcades jumelées. Des bandes de céramique bleue et bordeaux sont situées au sommet des quatre façades des pavillons.